# Cmentarz w Tworkach
Cmentarz przyszpitalny w Tworkach, cmentarz w Tworkach, cmentarz tworkowski; właściwie cmentarz przy Szpitalu dla Nerwowo i Psychicznie Chorych w Tworkach – cmentarz przyszpitalny znajdujący się w dzielnicy Tworki w mieście Pruszków (aglomeracja warszawska), w województwie mazowieckim.
Cmentarz został założony w 1924 roku przy Szpitalu dla Nerwowo i Psychicznie Chorych w Tworkach. W 1988 roku nekropolia wraz z drzewostanem została wpisana do rejestru zabytków. Obiekt od 1994 ujęty jest także w gminnej ewidencji zabytków.
Do czasu ekshumacji na cmentarzu pochowany był między innymi zmarły w 1943 roku psychiatra Witold Łuniewski (później zgodnie z jego wolą trumnę przewieziono do Warty i złożono w rodzinnym grobie Łuniewskich).
Na cmentarzu znajduje się pomnik z inskrypcją o treści „Pamięci psychicznie chorych narodowości polskiej, niemieckiej, żydowskiej, którzy w latach 1939–1944 bezimiennie spoczęli na naszym cmentarzu bądź zostali wywiezieni i zamordowani. Tworki 1992”. Na cmentarzu mieści się także kwatera wojenna, w której chowano między innymi żołnierzy i cywilów zmarłych w pobliskim obozie Dulag 121 w trakcie powstania warszawskiego.

## Osoby pochowane na cmentarzu
- Remigiusz Bierzanek (1912–1993) – polski specjalista z zakresu prawa międzynarodowego publicznego, profesor nauk prawnych, poseł na Sejm PRL II i III kadencji[5]
- Ewa Bizoń (1936–2011) – polska lekarka, wieloletnia ordynatorka szpitala w Tworkach[6]
- Józef Handelsman (1883–1962) – polski lekarz psychiatra[7]
- Feliks Kaczanowski (1904–1976) – polski lekarz psychiatra, biegły sądowy ds. psychiatrii, wiceprezes Polskiego Czerwonego Krzyża w latach (1945–1948)[8]
- Bogusław Stanisławski (1930–2019) – polski działacz społeczny zajmujący się prawami człowieka, prezes Amnesty International Polska (1999–2001)[9]
- Edward Gustaw Steffen (1876–1945) – polski lekarz psychiatra[10]
- Edward Steffen (1901–2006) – polski lekarz psychiatra, autor monografii[11][12]